# St. Georg (Bippen)

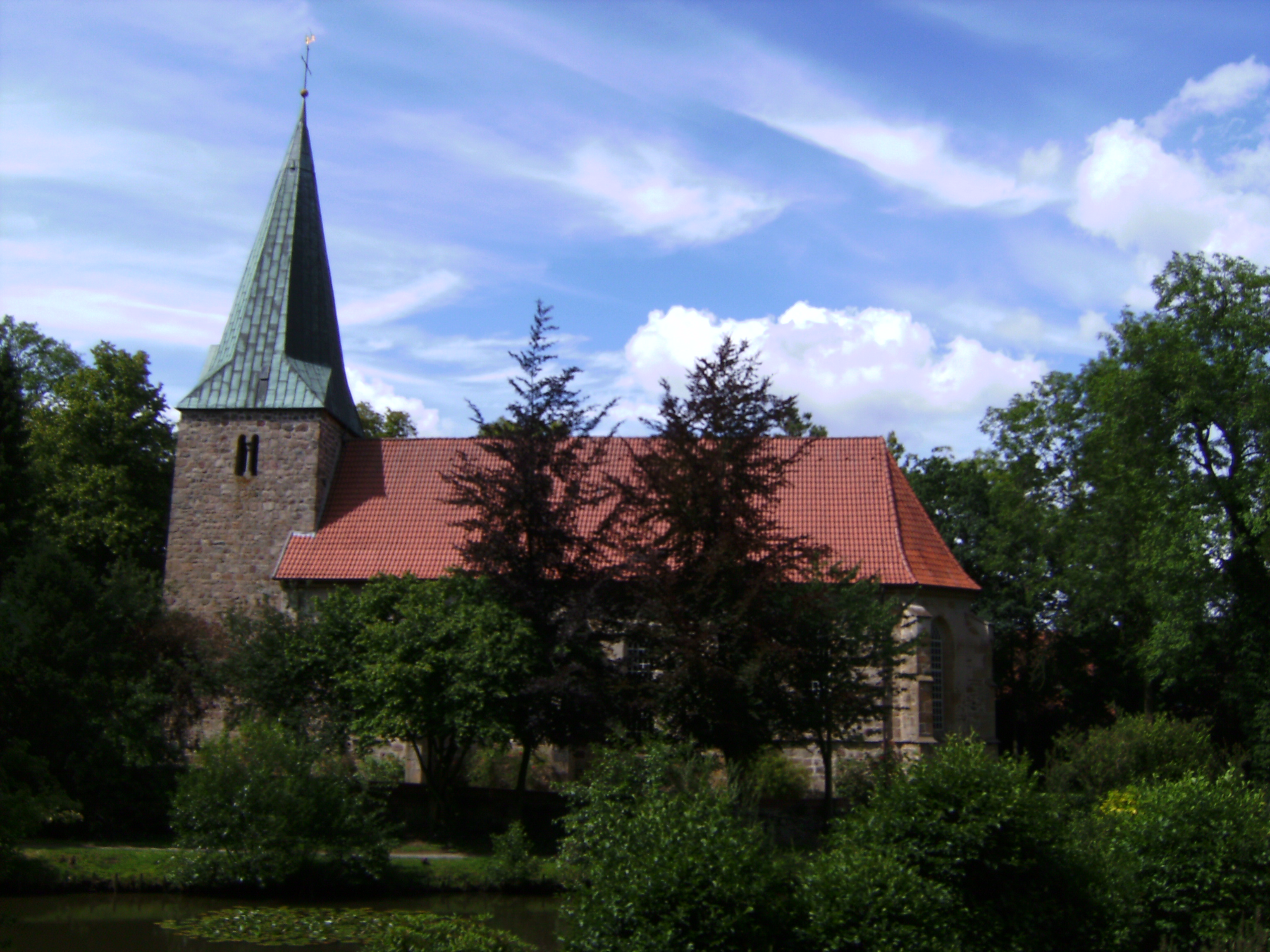
St. Georg

St. Georg in Bippen, einer Gemeinde im niedersächsischen Landkreis Osnabrück, ist die Kirche der Ev.-luth. Kirchengemeinde Bippen, die dem Kirchenkreis Bramsche der Evangelisch-lutherischen Landeskirche Hannovers angehört.

## Baugeschichte und Beschreibung
Die heutige Kirche wurde ursprünglich im 12. Jahrhundert als romanische Saalkirche mit dreijochigem Langhaus und Westturm aus Findlingen erbaut. Ein Vorgängerbau bestand vermutlich schon im 10. Jahrhundert.
1490 wurde die Kirche im gotischen Stil verändert. Das Kirchenschiff wurde mit Sandstein erhöht und die Rundbogenfenster in spitzbogiger Form vergrößert. An der Ostseite wurde ein Chor mit Fünfachtelschluss angefügt, die Langhausjoche wurden mit Kreuzrippengewölbe ausgestattet. In der Nordseite befindet sich ein spitzbogiges Portal. Nördlich am Chor wurde um 1700 eine Sakristei angebaut.

## Ausstattung
Ältestes Stück der Kirchenausstattung ist der romanische Taufstein, der im 13. Jahrhundert aus Bentheimer Sandstein hergestellt wurde und dem der St.-Georgs-Kirche in Badbergen ähnelt. An der Nord-, Süd- und Ostwand befinden sich Emporen, von denen die südliche mit 1695 datiert ist. In die östliche Empore wurden der 1767 von Georg Gerhart Wessel gefertigte Rokoko-Altar und der darüber liegende Orgelprospekt von 1696 integriert. Auch die Kanzel stammt aus dem 18. Jahrhundert. Zwei Kronleuchter aus Gelbguss sind mit 1704 bzw. 1733 bezeichnet. Eine Glocke im Turm stammt von 1526.